# اچ‌ام‌سی‌اس مونکتون (ام‌ام ۷۰۸)
اچ‌ام‌سی‌اس مونکتون (ام‌ام ۷۰۸) (به انگلیسی: HMCS Moncton (MM 708)) یک کشتی است که طول آن ۵۵٫۳ متر (۱۸۱٫۴۳ فوت) می‌باشد. این کشتی در سال ۱۹۹۷ ساخته شد.